# Until the Day I Die
(Story of the Year - Until the Day I Die)
Until the Day I Die è il primo singolo del gruppo musicale indie rock Story of the Year, contenuto nell'album Page Avenue, ed è stato il pezzo più fortunato e di maggior successo della band. Si piazzò alla 12ª posizione della Billboard Alternative Songs chart.

## Video musicale
È stato pubblicato un videoclip della canzone nel 2004, periodo di estrazione del singolo, disponibile su YouTube distribuito dalla Warner Bros. Records.

## Tracce
CD
1. Until the Day I Die – 3:56
2. The Heart of Polka Is Still Beating – 3:44

## Formazione
- Dan Marsala – voce
- Ryan Phillips – chitarra
- Philip Sneed – chitarra e voce
- Adam Russell – basso e voce
- Josh Wills – batteria